# 김민준 (2000년 1월)
김민준(金旻雋, 2000년 1월 9일~)은 대한민국의 축구 선수이다. 포지션은 골키퍼이며 현재 수원 삼성 블루윙즈 소속이다.

## 구단 경력
2019시즌을 앞두고 J1리그의 쇼난 벨마레에 입단했다. 입단 직후 J3리그의 후쿠시마 유나이티드로 임대되었다. 2019년 5월 19일에 열린 AC 나가노 파르세이루와의 경기에서 프로 데뷔전을 치렀다. 2019시즌에는 리그 1경기 출전을 기록하며 시즌을 마쳤다.
2021시즌을 앞두고 K리그1의 경남 FC로 이적했다.